# Борис Попов
Вижте пояснителната страница за други личности с името Борис Попов.
Борис Николов Попов с псевдоним Венко е деец на Българската комунистическа партия, участник в Испанската гражданска война като интербригадист и във въоръженото съпротивително движение в България по време на Втората световна война като командир на Единадесета плевенска въстаническа оперативна зона на така наречената Народоосвободителната въстаническа армия. След Деветосептемврийския преврат е посланик в Аржентина, Египет, Норвегия и други страни.

## Биография

### Младежки години
Роден е на 19 февруари 1906 година в леринското село Търсие, тогава в Османската империя, в семейството на българския екзархийски свещеник поп Никола Попов. На следната година семейството му емигрира в България и се установява във Варна.
Като ученик във варненска гимназия Попов става член на марксически кръжоци. По време на Септемврийското въстание в 1923 година е член на бойна група в града. От 1921 или 1922 година е член на Българския комунистически младежки съюз (БКМС) във Варна. Член е на Областния комитет на БКМС в града от 1924 до 1925 г. По време на Априлските събития от 1925 година Попов е арестуван и осъден на 12,5 години затвор, но на 6 февруари 1926 година е амнистиран.
Връща се във Варна и продължава да се занимава с нелегална комунистическа дейност. Влиза в БКП (т.с.) през 1924 или 1927 година. Секретар е на Областния комитет на БКМС във Варна от 1926 до 1929 г. През есента на 1928 година се мести в София и отговаря за връзките между ЦК на БКМС и организациите във Варна. Преведежда от френски книгата Кримската експедиция: Хроника на източната война на военния кореспондент Сезар Дьо Базанкур, публикувана частично във Варненски общински вестник през 1929 г. В 1930 година заминава за Монпелие, където до 1932 година учи медицина и е член на Френската комунистическа партия.
Връща се в България и работи в Областния комитет на Вътрешната македонска революционна организация (обединена) в София. В 1934 година минава в нелегалност.

### Интербригадист (1936 – 1939)
През октомври 1936 година заминава за Испания, за да вземе участие в Испанската гражданска война като интербригадист и става член на Испанската комунистическа партия (1937 – 1939). През май 1937 година става политкомисар в кавалерията на 12-а италианска интернационална бригада, а от края на 1937 година е началник на разузнаването в щаба на 45-а интернационална дивизия в Ампоста на Ебро и партиен секретар на дивизията. През юли 1937 – септември 1938 година взима участие в боевете при Брунете, Сарагоса, Арагон и други.

### Партизанин (1941 – 1944)
Сред разгрома на републиканските сили е във френски концлагер, откъдето бяга през октомври 1941 година. При пресичането на югославско-българската граница е арестуван и въдворен в лагера Кръстополе. Освободен е през октомври 1943 година. Става инструктор в Главния щаб на НОВА от ноември 1943 година. От януари 1944 година е пълномощник на Централния комитет на БРП в Плевенския и Червенобрежкия партиен окръг и командир на Единадесета плевенска въстаническа оперативна зона.

### Дипломат (1944 – 1974)
След Деветосептемврийския преврат в 1944 година, завършва 6-месечен курс във Военното училище в София.
Започва дипломатическа кариера в Министерството на външните работи. От 1946 до 1949 година е първи секретар и временно управляващ легацията в Берн, Швейцария, от 1950 до 1956 година е управляващ посолството на България в Белгия, както и началник на отдел в МВНР.
След 6-ия конгрес на БКП, от 4 март 1954 година, е избран за кандидат-член на Централния комитет на БКП, а от 2 юни 1958 година и за пълноправен член. Остава такъв до 19 ноември 1962 година.
През 1958 година Попов става пълномощен министър в Аржентина и Уругвай със седалище в Буенос Айрес, но на следващата 1959 година е изгонен от Аржентина по обвинение за вмешателство във вътрешните работи на страната и подтикване към бунтове. След това от 1961 до 1965 година е посланик в Египет и Кипър със седалище в Кайро. От 1961 година е пълномощен министър, а в 1962 - 1965 година посланик в Судан със седалище Кайро. В 1963 - 1965 година е посланик в Йемен със седалище в Кайро. От 1970 до 1974 година е посланик в Норвегия, от 1972 до 1974 година и в Исландия.
От 1966 година Попов е член на Централната контролно-ревизионна комисия при ЦК на БКП. Народен представител е в V, VII и VIII народно събрание. През 1969 г. е повишен в звание генерал-майор от запаса.
Борис Попов е автор на мемоарните книги „Буревестни времена“ (1970). и на „Командирът на зоната разказва“ (1978)
Награден е с Орден „Георги Димитров“ през 1966 и 1976 г. (по предложение на отдел „Външна политика и международни връзки“ на ЦК на БКП) и със званието „Герой на социалистическия труд“ през 1976 г. по случай 60-годишнината от раждането му и за „активното му участие в антифашистката борба и строителството на социализма“.